# Velký Jezerník
Velký Jezerník (historyczna nazwa niem. Grosse See) – szczyt (góra) o wysokości 1309 m n.p.m. (podawana jest też wysokość 1306 m n.p.m. , 1306,8 m n.p.m.  lub 1309,1 m n.p.m. ) w paśmie górskim Wysokiego Jesionika (cz. Hrubý Jeseník), w północno-wschodnich Czechach, w Sudetach Wschodnich, na historycznej granicy Śląska i Moraw, w obrębie gminy Loučná nad Desnou, oddalony o około 2,7 km na północny zachód od szczytu góry Pradziad (cz. Praděd), leżący na jego głównym grzbiecie (grzebieniu), pomiędzy szczytami Malý Děd i Malý Jezerník. Rozległość góry (powierzchnia stoków) szacowana jest na około 2,6 km², a średnie nachylenie wszystkich stoków wynosi około 15°.

## Charakterystyka

### Lokalizacja

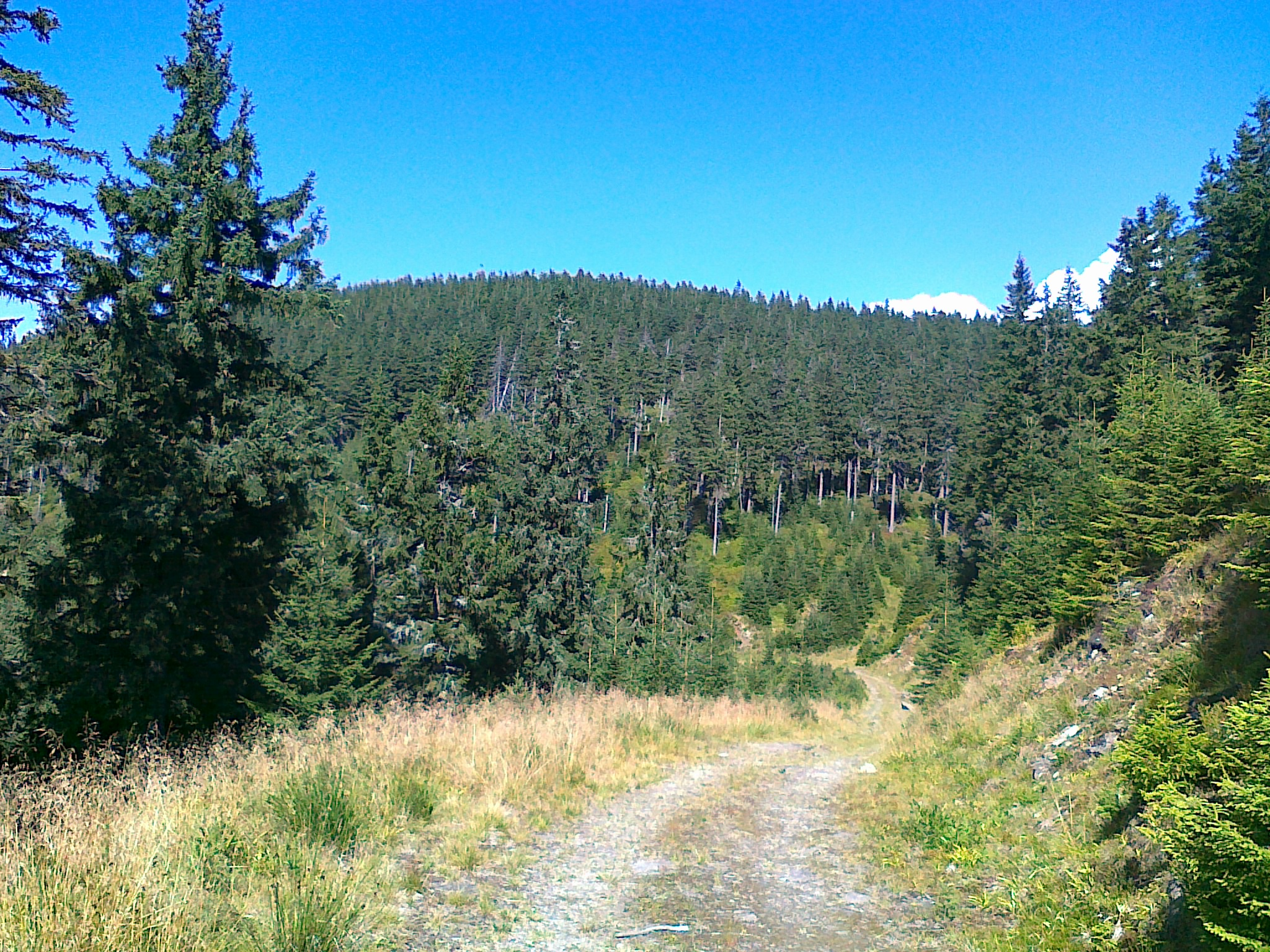
Widok na górę Velký Jezerník (2018 rok)

Góra Velký Jezerník położona jest w centrum całego pasma Wysokiego Jesionika. Jest górą o kopulastej powierzchni szczytowej, leżącą w części Wysokiego Jesionika, w północnym obszarze (mikroregionu) o nazwie Masyw Pradziada (cz. Pradědská hornatina), położoną na jego grzbiecie głównym (grzebieniu), ciągnącym się od przełęczy Červenohorské sedlo do przełęczy Skřítek. Velký Jezerník jest górą trudno rozpoznawalną i niezbyt charakterystyczną. Jest szczytem rozpoznawalnym i widocznym m.in. z drogi okalającej połać szczytową góry Pradziad (widoczny poniżej linii patrzenia na szczyt góry Keprník) czy też z innego charakterystycznego punktu widokowego – z drogi okalającej szczyt góry Dlouhé stráně (widoczny na lewo od linii patrzenia na górę Medvědí hřbet).
Górę ograniczają: od północnego wschodu dolina potoku o nazwie Studený potok (1), od wschodu przełęcz Sedlo Velký Jezerník o wysokości 1299 m n.p.m., od południowego wschodu dolina nienazwanego potoku, będącego dopływem potoku Česnekový potok (2) i niewielki fragment doliny potoku Česnekový potok (2) płynącego w żlebie Česnekový důl, od południowego zachodu przełęcz o wysokości 1221 m n.p.m. w kierunku szczytu Medvědí hřbet, od zachodu dolina potoku Hladový potok, płynącego w żlebie Hladový důl oraz od północnego zachodu przełęcz o wysokości 1199 m n.p.m. w kierunku szczytu Malý Jezerník oraz dolina nienazwanego potoku, będącego dopływem potoku Studený potok (1). W otoczeniu góry znajdują się następujące szczyty: od południowego zachodu Medvědí hřbet, od zachodu Nad Petrovkou, od północnego zachodu Malý Jezerník i Malý Klín, od północy Sokolí skála (2), od północnego wschodu Nad Vodopádem, od wschodu Malý Děd oraz od południowego wschodu Velký Děd.

### Stoki
W obrębie góry można wyróżnić trzy następujące zasadnicze stoki:
- północny
- południowo-wschodni, biegnący od połaci szczytowej do żlebu Česnekový důl
- zachodni, biegnący od połaci szczytowej do żlebu Hladový důl

Wszystkie stoki są zalesione w zdecydowanej większości na ogół gęstym borem świerkowym. Jedynie u podnóża stoku zachodniego występują większe fragmenty lasu mieszanego. Na stokach występują przecinki, przerzedzenia oraz polany. Ponadto na stoku zachodnim występują pasmowe zmiany wysokości zalesienia. Na stoku północnym przy wodospadzie o nazwie Vysoký vodopád, na wysokości około 1050 m n.p.m. występuje grupa skalna. 
Stoki mają stosunkowo jednolite i zróżnicowane nachylenia. Średnie nachylenie stoków waha się bowiem od 12° (stok południowo-wschodni) do 17° (stok zachodni). Średnie nachylenie wszystkich stoków góry (średnia ważona nachyleń stoków) wynosi około 15°. Maksymalne średnie nachylenie u podnóża stoku południowo-wschodniego przy żlebie Česnekový důl, na odcinku 50 m nie przekracza 45°. Poza wytyczonymi szlakami turystycznymi, stoki pokryte są siecią dróg (m.in. Hladová cesta, Miliónová cesta) oraz na ogół nieoznakowanych ścieżek i duktów. Przemierzając je zaleca się korzystanie ze szczegółowych map, z uwagi na zawiłości ich przebiegu, zalesienie oraz zorientowanie w terenie.

### Szczyt główny

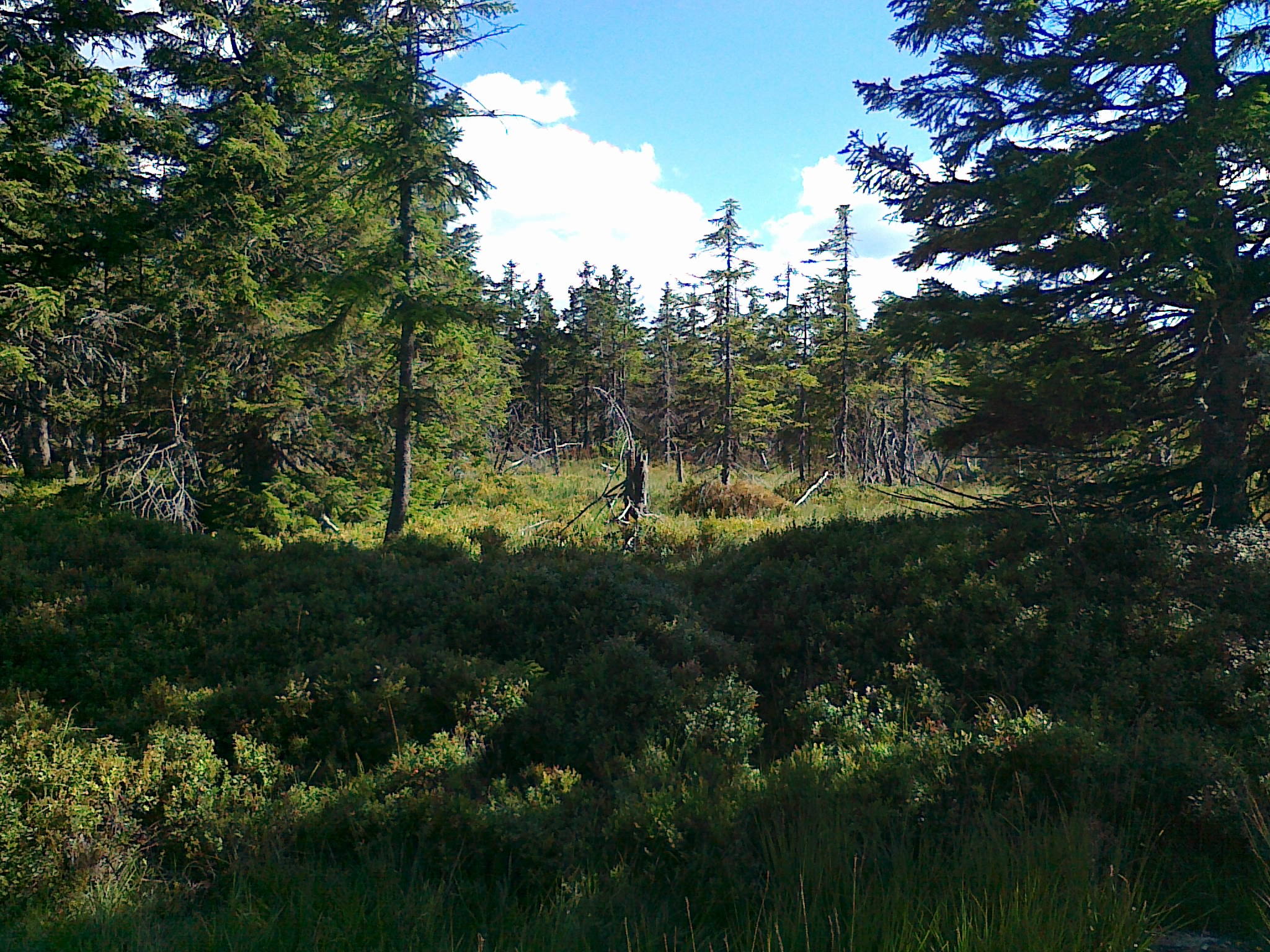
Widok na połać szczytową góry Velký Jezerník (2018 rok)

Na szczyt nie prowadzi żaden szlak turystyczny. Przez połać szczytową, w odległości około 100 m na północ od szczytu przebiega ścieżka główna, na której wytyczono zielony szlak turystyczny  oraz niebieski szlak rowerowy . Szczyt znajduje się wśród niewielkiego przerzedzenia, pokryty świerkami, trawą wysokogórską z rodziny wiechlinowatych, roślinnością obszarów torfowiskowych i bardzo popularną rośliną Wysokiego Jesionika borówką czarną. Z uwagi na wysokie zalesienie szczyt nie jest punktem widokowym. Nie zlokalizowano również na nim punktu geodezyjnego . Państwowy urząd geodezyjny o nazwie (cz. Český úřad zeměměřický a katastrální (CÚZK)) w Pradze podaje jako najwyższy punkt góry – szczyt – o wysokości 1309,0 m n.p.m. i współrzędnych geograficznych (50°06′10,8″N 17°12′23,7″E/50,103000 17,206583). Z powodu niemal identycznych wysokości szczytów głównego i leżącego obok szczytu drugorzędnego Velky Jezerník–J, na mapach istnieją różnice co do usytuowania szczytu głównego.  
Dojście do szczytu jest orientacyjne, bowiem nie prowadzi tam żadna ścieżka. Idąc około 270 m wzdłuż zielonego szlaku turystycznego , ze skrzyżowania turystycznego Slatě (w stronę skrzyżowania turystycznego Kamzík), należy skręcić w lewo, idąc dalej wśród zalesienia około 110 m, dochodząc w ten sposób do szczytu, korzystając jednocześnie ze szczegółowych map. 

### Szczyty drugorzędne
Velký Jeezerník jest górą o potrójnym szczycie. W całym masywie góry, poza szczytem głównym można wyróżnić dwa drugorzędne szczyty. 
| Szczyty drugorzędne góry Velký Jezerník |                   |                   |                                 |                                               |  |
| Lp.                                     | Szczyt            | Wysokość m n.p.m. | Odległość od szczytu głównego m | Współrzędne geograficzne                      |  |
| 1                                       | Velky Jezerník–J  | 1308              | 205 na południe                 | 50°06′04,2″N 17°12′24,8″E/50,101167 17,206889 |  |
| 2                                       | Velký Jezerník–JZ | 1297              | 730 na południowy zachód        | 50°05′51,5″N 17°12′02,3″E/50,097639 17,200639 |  |

### Geologia
Pod względem geologicznym masyw góry Velký Jezerník należy do jednostki określanej jako kopuła Desny i zbudowany jest ze skał metamorficznych, głównie: gnejsów (plagioklazów), fyllitów (biotytów, chlorytów i muskowitów), fyllonitów, migmatytów, kwarcytów oraz domieszek nielicznych innych cennych minerałów jak np.: granatów (występujących m.in. w podłożu wodospadu Vysoký vodopád).

### Wody
Grzbiet główny (grzebień) góry Pradziad, biegnący od przełęczy Skřítek do przełęczy Červenohorské sedlo oraz dalej do przełęczy Ramzovskiej (cz. Ramzovské sedlo) jest częścią granicy Wielkiego Europejskiego Działu Wodnego, dzielącej zlewiska Morza Bałtyckiego i Morza Czarnego . 
Góra leży na tej granicy, na zlewiskach Morza Bałtyckiego (dorzecze Odry) na stoku północnym oraz Morza Czarnego (dorzecze Dunaju) na stokach: południowo-wschodnim i zachodnim . Na stoku zachodnim ma swój początek potok: Hladový potok oraz kilka krótkich, nienazwanych potoków będących dopływami potoków Česnekový potok (2) i Hladový potok. Ponadto na granicy stoku północnego, w odległości około 1,2 km na północ od szczytu, na płynącym potoku Studený potok (1), na wysokości około (990–1018) m n.p.m. występuje największy wodospad w Wysokim Jesioniku o nazwie Vysoký vodopád o wysokości około 28 m.

## Ochrona przyrody
Góra Velký Jezerník znajduje się w otoczeniu dwóch rezerwatów przyrody: niewielki fragment połaci szczytowej, blisko skrzyżowania turystycznego Slatě w obrębie narodowego rezerwatu przyrody Praděd powstałego w 1991 roku o powierzchni około 2031 ha oraz dolne partie stoku północnego (od wysokości mniej więcej 1200 m n.p.m. w dół) w obrębie rezerwatu przyrody Vysoký vodopád, będących częścią wydzielonego obszaru objętego ochroną o nazwie Obszar Chronionego Krajobrazu Jesioniki (cz. Chráněná krajinná oblast (CHKO) Jeseníky), a utworzonych w celu ochrony utworów skalnych, ziemnych i roślinnych oraz rzadkich gatunków zwierząt. Na stokach nie utworzono żadnych obiektów nazwanych pomnikami przyrody oraz nie wytyczono żadnych ścieżek dydaktycznych.

### Rezerwat przyrody Vysoký vodopád
Rezerwat przyrody Vysoký vodopád (cz. Přírodní rezervace Vysoký vodopád) położony jest na wysokościach (855–1208) m n.p.m. i obejmuje cztery części stoków pobliskich gór: północny stok góry Velký Jezerník, północno-wschodni stok góry Malý Jezerník, północno-zachodni stok góry Malý Děd, wschodni stok góry Malý Klín i zachodni stok Nad Vodopádem, o łącznej powierzchni 141,41 ha. Jest położony w odległości około 3 km na północny zachód od szczytu Pradziada i około 700 m na północ od szczytu Velký Jezerník. Rezerwat został utworzony w 1982 roku, w celu ochrony: naturalnego boru świerkowego (mającego miejscowo charakter puszczy pierwotnej), drzewostanu mieszanego świerkowo-bukowego, znajdującej się w nim flory i fauny oraz cennego ekosystemu wodospadu Vysoký vodopád. 

## Turystyka
Na górze Velký Jezerník nie ma żadnego schroniska turystycznego lub hotelu górskiego. W odległości około 550 m na wschód od szczytu, na stoku sąsiedniej góry Malý Děd znajduje się najstarsze schronisko turystyczne w paśmie Wysokiego Jesionika Švýcárna. Poza tym w odległości około 4 km w kierunku południowo-wschodnim od szczytu, przy drodze Hvězda – Pradziad, na stoku góry Petrovy kameny znajdują się hotele górskie: Ovčárna i Figura oraz schronisko Sabinka. Nieco bliżej, bo około 2,6 km na południowy wschód od szczytu, na wieży Pradziad: hotel Praděd, około 3,2 km na południowy wschód od szczytu schronisko Barborka i około 3 km na południowy wschód od szczytu hotel Kurzovní chata. Ponadto w odległości około 4,6 km na północny zachód od szczytu góry, na przełęczy Červenohorské sedlo znajduje się cały kompleks bazy turystycznej z hotelem Červenohorské Sedlo i pensjonatami oraz dodatkowo 4,3 km na północny wschód od szczytu przy osadzie Vidly ze znajdującym się w niej górskim hotelem Vidly.
Kluczowym punktem turystycznym jest oddalone o około 300 m na północny wschód od szczytu skrzyżowanie turystyczne Slatě z podaną na tablicy informacyjnej wysokością 1299 m oraz umieszczonym na nim deskowym chodnikiem (z uwagi na podmokły obszar torfowiskowy), przez które przechodzą szlaki turystyczne, jeden ze szlaków rowerowych i trasa narciarstwa biegowego. 

### Szlaki turystyczne
Klub Czeskich Turystów (cz. Klub Českých Turistů) wytyczył w obrębie góry dwa szlaki turystyczne na trasach:
 Červenohorské sedlo – góra Velký Klínovec – przełęcz Hřebenová – szczyt Výrovka – przełęcz Sedlo pod Malým Jezerníkem – szczyt Malý Jezerník – góra Velký Jezerník – przełęcz Sedlo Velký Jezerník – schronisko Švýcárna – góra Pradziad – przełęcz U Barborky – góra Petrovy kameny – Ovčárna – przełęcz Sedlo u Petrových kamenů – góra Vysoká hole – szczyt Vysoká hole–JZ – szczyt Kamzičník – góra Velký Máj – przełęcz Sedlo nad Malým kotlem – góra Jelení hřbet – Jelení studánka – przełęcz Sedlo pod Jelení studánkou – góra Jelenka – góra Ostružná – Rýmařov
 Kouty nad Desnou – góra Hřbety – góra Nad Petrovkou – Kamzík – góra Velký Jezerník – przełęcz Sedlo Velký Jezerník – schronisko Švýcárna – góra Pradziad – przełęcz U Barborky – góra Petrovy kameny – Ovčárna – Karlova Studánka

### Szlaki rowerowe i trasy narciarskie
W obrębie góry wyznaczono również dwa szlaki rowerowe na trasach:
 Červenohorské sedlo – góra Velký Klínovec – góra Výrovka – Kamzík – góra Velký Jezerník – przełęcz Sedlo Velký Jezerník – góra Malý Děd – schronisko Švýcárna – góra Pradziad – przełęcz U Barborky – góra Petrovy kameny – Ovčárna – przełęcz Hvězda
 Videlské sedlo – rezerwat przyrody Vysoký vodopád – góra Malý Děd – góra Velký Jezerník – góra Velký Klín – Jeřáb – góra Velký Klínovec – Červenohorské sedlo
W obrębie szczytu oraz na stokach nie poprowadzono żadnej trasy narciarstwa zjazdowego. W okresach ośnieżenia wzdłuż szlaków rowerowych przebiegają trasy narciarstwa biegowego, w tym z wyznaczoną wzdłuż czerwonego szlaku turystycznego , trasą o nazwie tzw. (cz. Jesenická magistrála).
 Videlské sedlo – rezerwat przyrody Vysoký vodopád – góra Malý Děd – góra Velký Jezerník – góra Velký Klín – Jeřáb – góra Velký Klínovec – Červenohorské sedlo